# Джеймс Істленд
Джеймс Олівер Істленд (англ. James Oliver Eastland; нар. 28 листопада 1904, Доддсвілл, Міссісіпі — пом. 19 лютого 1986, там само) — американський політик-демократ. Він представляв штат Міссісіпі у Сенаті США з червня по вересень 1941 року і знову з 1943 по 1978. Очолював Комітет юстиції Сенату з 1956 по 1978, Тимчасовий голова Сенату США з 1972 по 1978. Істленд став відомий завдяки своїй опозиції надання цивільних прав афроамериканцям, до тих пір, поки він не був вимушений брати до уваги чорношкірих виборців (за це отримав прізвисько «Слизький Джим»).
Навчався в Університеті штату Міссісіпі, Університеті Вандербільта і Університеті Алабами. Він почав свою кар'єру у 1927 році як адвокат у Форесті. У 1934 році переїхав до Рулвілла. Він узяв на себе керівництво родинною бавовняною плантацією, яка зростала протягом багатьох років до 24 км².
Істленд був методистом.